# Алто (Кунео)
Алто (итал. Alto) је насеље у Италији у округу Кунео, региону Пијемонт.
Према процени из 2011. у насељу је живело 91 становника. Насеље се налази на надморској висини од 647 м.

## Становништво
Према резултатима пописа становништва 2011. у општини је живело 121 становника.
| 1931. | 1936. | 1951. | 1961. | 1971. | 1981. | 1991. | 2001. | 2011. |
| ----- | ----- | ----- | ----- | ----- | ----- | ----- | ----- | ----- |
| 313   | 330   | 293   | 238   | 189   | 139   | 118   | 104   | 121   |